# Lamprotes
Lamprotes là một chi bướm đêm thuộc họ Noctuidae.

## Loài
- Lamprotes c-aureum Knoch, 1781
- Lamprotes mikadina Butler, 1878